# شهر الجاسترل
شهر الجاسترل (به پرتغالی: Aljustrel Municipality) یک سکونتگاه مسکونی در پرتغال است که در Beja District واقع شده‌است.

## خصوصیات
شهر الجاسترل ۴۵۸٫۳ کیلومترمربع مساحت و ۹٬۹۴۰ نفر جمعیت دارد.